# الکس دزرت
الکس دزرت (به انگلیسی: Alex Désert) یک بازیگر و نوازنده آمریکایی هاییتی‌تبار است که بیشتر برای ایفای نقش «جولیو مندز» در سریال فلش ۱۹۹۰ شناخته شده‌است.

## فیلم‌ها

### فیلم
- الکساندر و روز وحشتناک، افتضاح، ناگوار، خیلی بد در نقش آقای راگ
- وفاداری بزرگ در نقش لوئیس
- بازی خدا در نقش متصدی بار
- خواهر نامرئی در نقش آقای پرکینز
- هوسران‌ها

### سریال‌ها
- فلش[۳] در نقش جولیو مندز[۴](نقش اصلی، ۲۳ قسمت)
- فلش در نقش کاپیتان جولیو مندز[۵] (نقش دوره ای، ۲۴ قسمت)
- آناتومی گری در نقش مایلز گرین (اپیزود Take It Back)
- بِکِر در نقش جیک مالیناک
- دکتر هاوس در نقش جی برد
- رسوایی در نقش بیل وارن
- آناتومی گری در نقش مایلز گرین
- مام در نقش وس
- بهتره با ساول تماس بگیری در نقش افسر بیکر
- چیزهای بهتر در نقش دونته
- آقای پیکلز در نقش آقای بوجنکینز
- بورلی هیلز، ۹۰۲۱۰ در نقش رابینسون

### بازی‌ها
- توم ریدر: افسانه
- توم ریدر: دنیای زیرین